# Église Saint-Étienne de Braine-l'Alleud
L'église Saint-Étienne est un édifice religieux catholique situé sur territoire de la commune belge de Braine-l'Alleud, en Brabant wallon. 
De style gothique, classique et néogothique, l'église fut construite à partir de 1550. Ses parties les plus récentes datent du XIXe siècle. 

## Historique
L'église Saint-Étienne de Braine-l'Alleud fait l'objet d'un classement au titre des monuments historiques depuis le 5 décembre 1983.
Au lendemain de la bataille de Waterloo le bâtiment servit d'hôpital de campagne pour les troupes françaises.

## Architecture

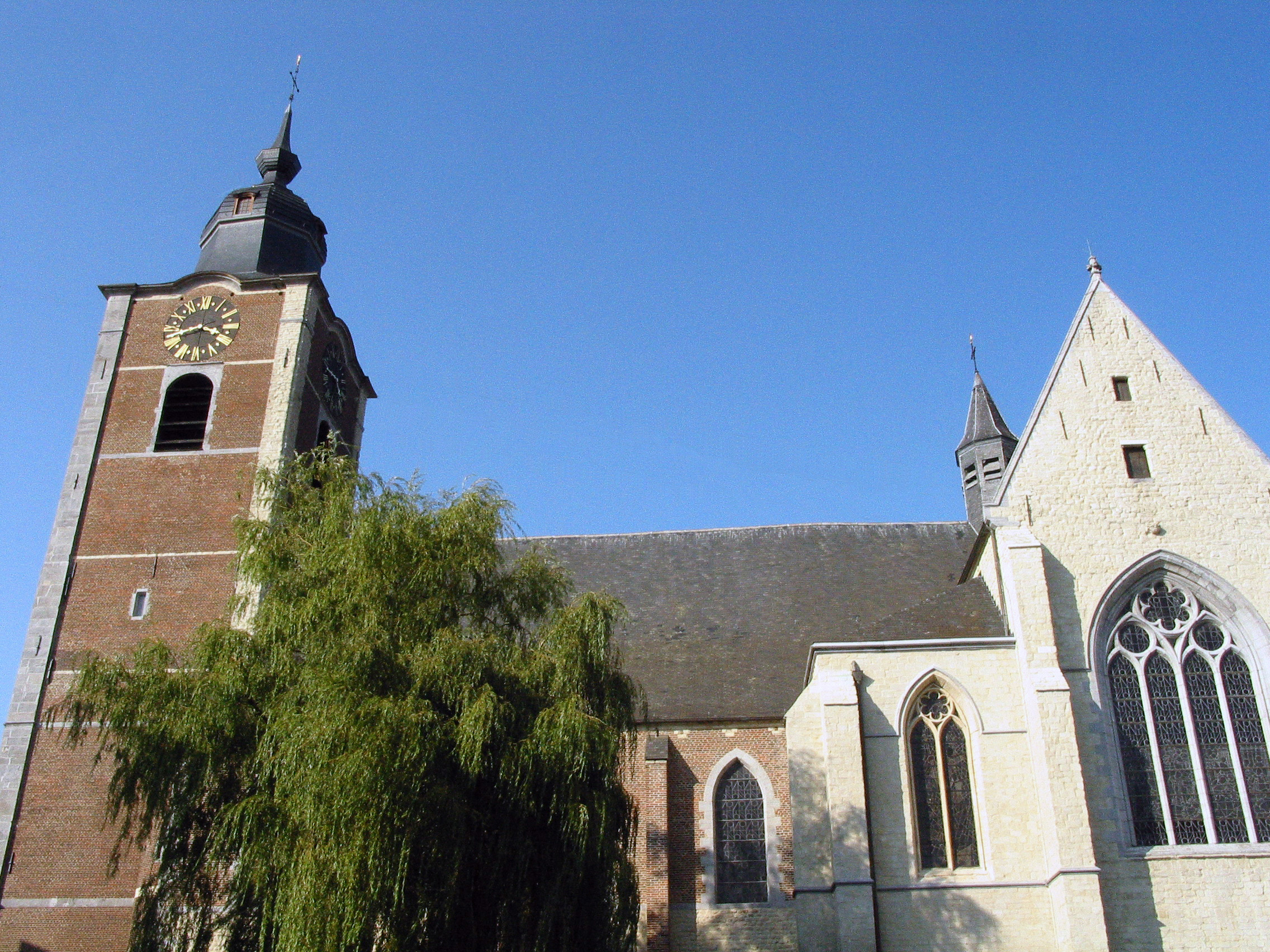
Vue latérale
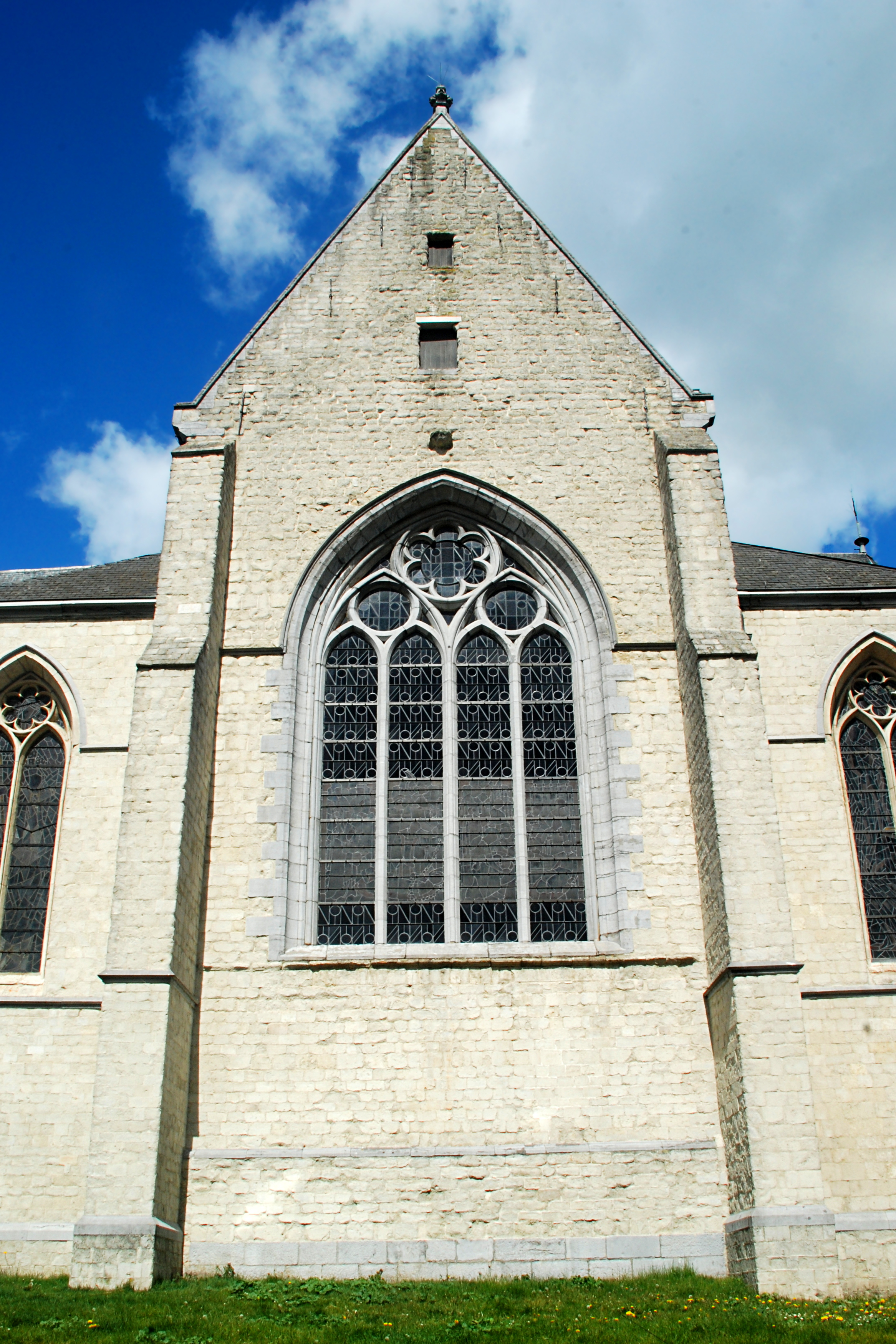
Le transept.
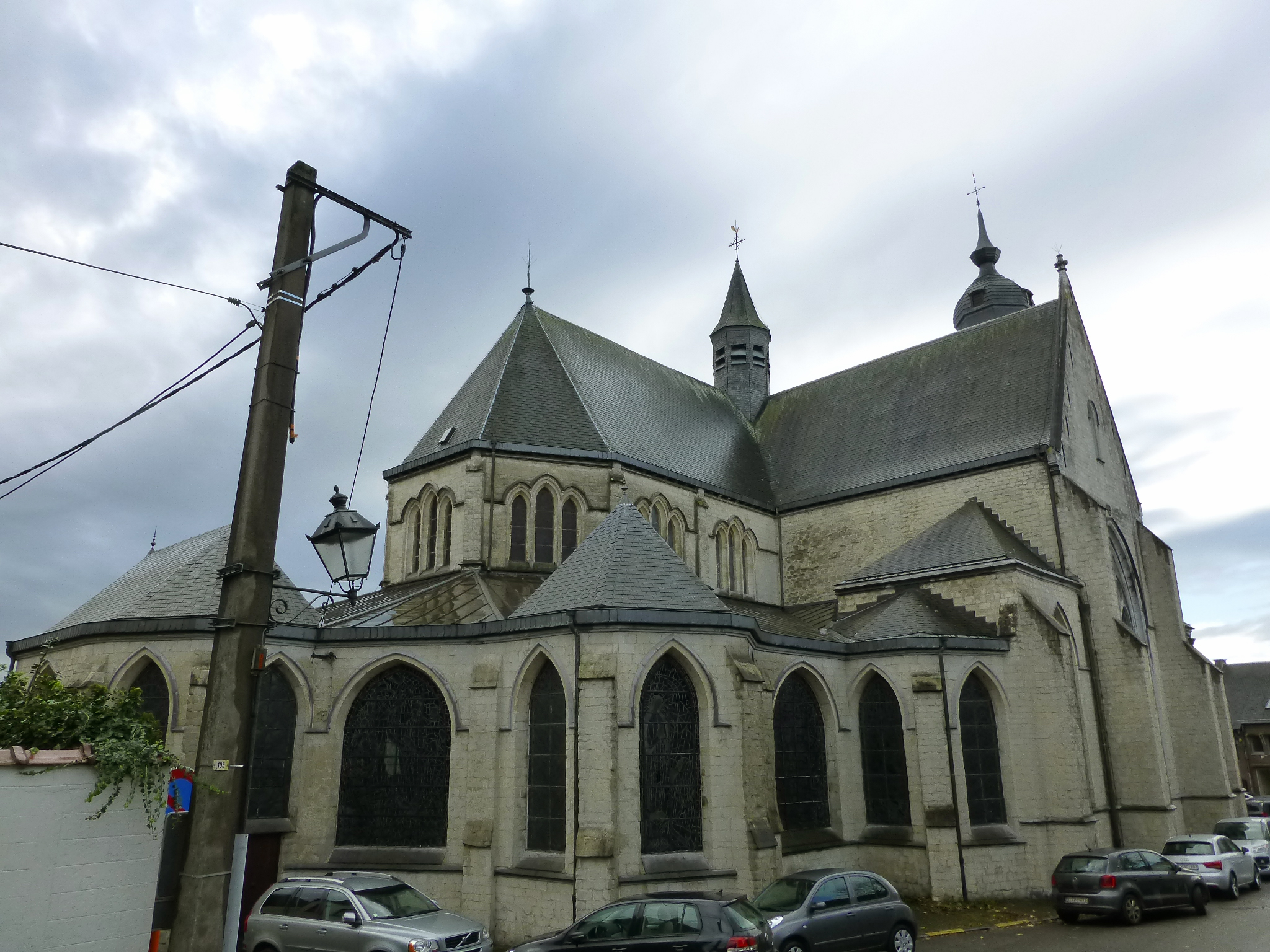
Vue arrière.
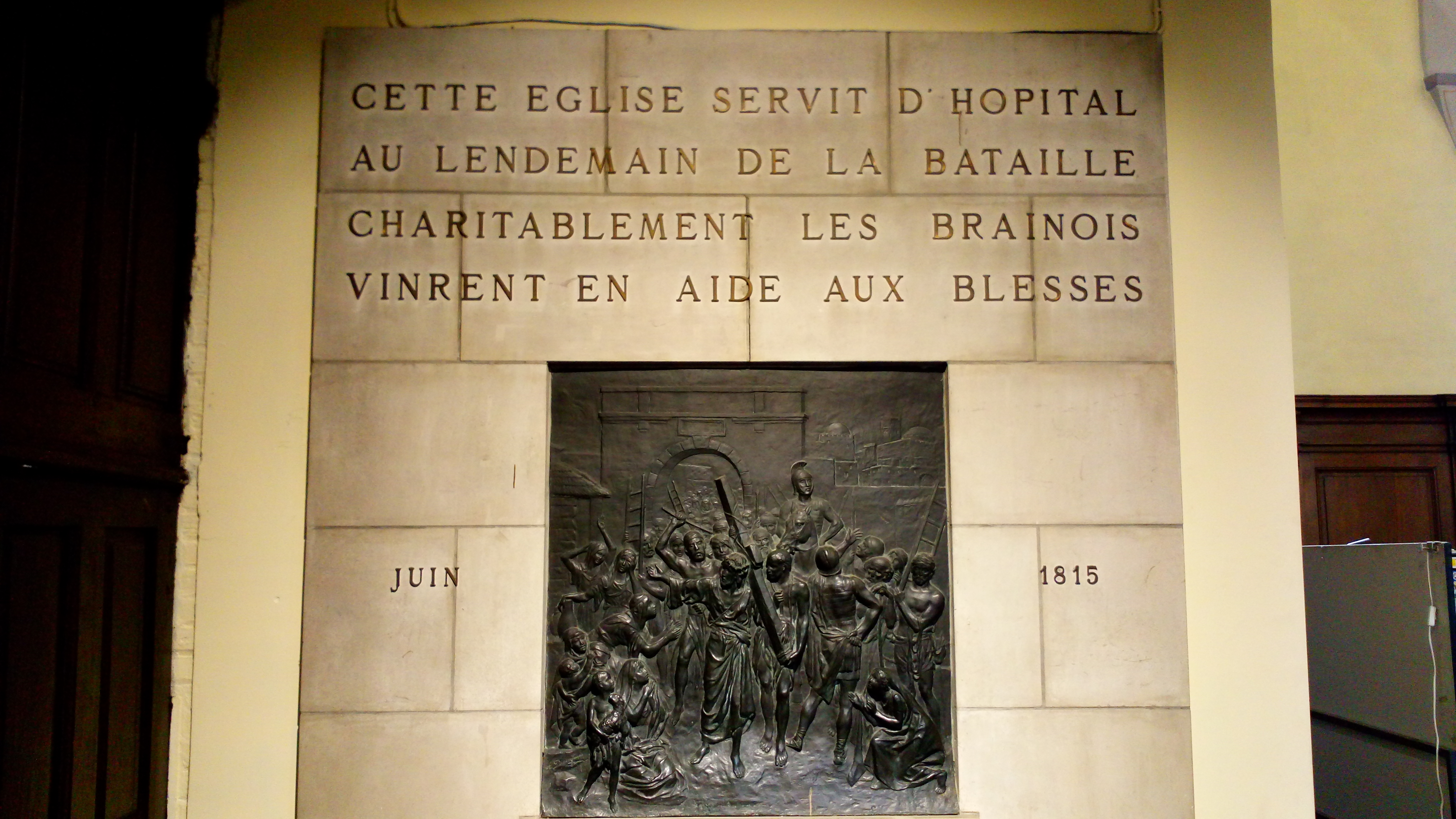
Evocation du rôle du bâtiment après le 18 juin 1815.